# إيزيس (دي سي كومكس)
إيزيس هي بطلة خارقة في دي سي كومكس.ستقوم سارة شاهي بدور إيزيس في فيلم بلاك آدم.